# Hubert L. L. Busard
Hubert Lambertus Ludovicus Busard (* 21. August 1923; † 2. Dezember 2007) war ein niederländischer Mathematikhistoriker.

## Leben
Busard war Dozent für Mathematik an der Ingenieursschule in Venlo. Er gab eine Reihe von mittelalterlichen mathematischen Texten heraus, unter anderem von Johannes de Muris, Campanus von Novara, Nikolaus von Oresme, Adelard von Bath und Robert von Chester. Insbesondere befasste er sich mit lateinischen mittelalterlichen Euklid-Ausgaben und Kommentaren und der Euklid-Rezeption im Mittelalter.

## Schriften
- Über den lateinischen Euklid im Mittelalter, Arabic Sciences and Philosophy, Band 8, 1998, S. 97–129
- Über die Entwicklung der Mathematik in Westeuropa zwischen 1100 und 1500, NTM, Band 5, 1997, S. 211–235
- Quelques sujets de l´histoire des mathématiques au Moyen age, Paris, Palais de la découverte, 1968
- Die Traktate De proportionibus von Jordanus Nemorarius und Campanus, Centaurus, Band 15, 1971, S. 193–227
- The Practica Geometriae of Dominicus de Clavasio, Archive History Exact Sciences, Band 2, 1965, S. 520–575
- L´algèbre au moyen age: Le Liber mensurationum d´Abu Bekr, Journal des Savants, April–Juni 1968, S. 65–124
- Unendliche Reihen in A est unum calidum, Arch. Hist. Exact Sciences, Band 2, 1965, S. 387–397
- Über die Überlieferung der Elemente Euklids über die Länder des Nahen Ostens nach West-Europa, Historia Mathematica, Band 3, 1976, S. 279–290
- Some early adaptations of Euclid´s Elements and the use of its latin translations, in Menso Folkerts, Lindgren (Herausgeber) Mathemata, 1985, S. 129–164
- Über einige Papiere aus Viètes Nachlaß in der Pariser Bibliotheque Nationale (mit Wiedergabes des bisher ungedruckten Textes aus nouv. acqu. lat. 1643), Centaurus, Band 10, 1964, S. 65–126
- Die Traktate De proportionibus von Jordanus Nemorarius und Campanus, Centaurus, Band 15, 1971, S. 193–227
- Die Arithmetica speculativa des Johannes de Muris, Scientiarum historia, Band 13, 1971, S. 103–132
- mit P. S. van Koningsveld Der Liber de arcubus similibus des Ahmed ibn Jusuf,  Annals of Science, Band 30, 1973, S. 381–406
- Der Traktat De isoperimetris, der unmittelbar aus dem Griechischen ins Lateinische übersetzt worden ist, Mediaeval Studies, Band 42, 1980, S. 62–88
- Über einige Euklid Kommentare und Scholien, die im Mittelalter bekannt waren, Janus, Band 60, 1973, S. 53–58

Herausgeber von:
- Der Tractatus proportionum von Albert von Sachsen, Österreichische Akademie der Wissenschaften, Denkschriften der math.-naturwiss. Klasse, Band 116/2, Springer Verlag (in Kommission) 1971
- Jordanus de Nemore De elementis arithmetice artis: a medieval treatise on number theory, 2 Bände, Franz Steiner Verlag, Stuttgart 1991
- Johannes de Muris De arte mensurandi. A geometrical handbook of the fourteenth century, Boethius, Band 41, Franz Steiner Verlag, 1998
- Campanus of Novara and Euclid´s Elements, 2 Bände, Boethius, Band 51,1/2, Franz Steiner Verlag, 2005
- Nicole Oresme Quaestiones super geometriam Euclidis, Boethius, Band 57, Franz Steiner Verlag 2010 (und Leiden, Brill 1961)
- Nicole Oresme Quaestiones super geometriam Euclidis: paraphrase,  Leiden, Brill, 1961
- Johannes de Gamundia Der Traktat De sinibus, chordis et arcubus von Johannes von Gmunden, Österreichische Akademie der Wissenschaften, Denkschriften der math.-naturwiss. Klasse, Band 116/3, Springer Verlag (in Kommission), Wien  1971
- The translation of the Elements of Euclid from the Arabic into Latin by Hermann of Carinthia (?), books I-VI, Leiden, E.M.Brill 1968 (zuerst Janus, Band 56, 1967)
  - Bücher VII, VIII, IX, Janus, Band 59, 1972, S. 125–187, VII-XII, Amsterdam, Mathematisch Centrum 1977
- The first latin translation of Euclid´s Elements commonly ascribed to Adelard of Bath: books I–VIII and books X.36–XV.2, Toronto, Pontifical Institute of Mediaeval Studies, 1983
- The latin translation of the arabic version of Euclid´s Elements, commonly ascribed to Gerard of Cremona, Leiden 1984
- Johannes de Tinemue’s Redaction of Euclid´s Elements, the so-called Adelard III Version, 2 Bände, Boethius, Band 45, 1/2, Franz Steiner verlag 2001
- (mit Menso Folkerts) Robert of Chester´s (?) Redaction of Euclid´s Elements, the so-called Adelard II Version, Birkhäuser, 1992
- A thirteenth century adaptation of Robert of Chester´s version of Euclid´s Elements, Algorismus, Band 17, München (Institut für Geschichte der Naturwissenschaften), 1996, 2 Bände

| Personendaten    | Personendaten                                           |
| ---------------- | ------------------------------------------------------- |
| NAME             | Busard, Hubert L. L.                                    |
| ALTERNATIVNAMEN  | Busard, Hubert Lambertus Ludovicus (vollständiger Name) |
| KURZBESCHREIBUNG | niederländischer Mathematikhistoriker                   |
| GEBURTSDATUM     | 21. August 1923                                         |
| STERBEDATUM      | 2. Dezember 2007                                        |